# جمهوری سوسیالیستی خودگردان قزاقستان شوروی
جمهوری سوسیالیستی خودگردان قزاقستان شوروی (به روسی: Казакская АССР) یکی از جمهوری‌های خودگردان شوروی بین سالهای ۱۹۲۵ و ۱۹۳۶ بود. در سال ۱۹۲۹، آلماآتی بعنوان پایتخت برگزیده شد.
در سال ۱۹۳۶، جمهوری سوسیالیستی قزاقستان شوروی جایگزین این جمهوری شد.